# 阿德里安·布罗迪
阿德里安·尼古拉斯·布罗迪（英語：Adrien Nicholas Brody，1973年4月14日—），美國男演員，憑藉罗曼·波兰斯基電影《戰地琴人》（2002年）而在29歲贏得奧斯卡最佳男主角，成為奥斯卡史上最年轻的影帝；也成為第二位以同一部電影獲得凱薩獎最佳男主角的美國演員。他還主演了其他幾部電影，並獲得了許多其他獎項，包括金球獎和黃金時段艾美獎提名。

## 人生經歷

### 早年
阿德里安·布罗迪出生在紐約皇后區傑克遜高地，為攝影師席薇亞·普拉琪（Sylvia Plachy）與伊利歐·布罗迪（Elliot Brody）之子，他是位退休的歷史教授及畫家。布洛迪的父親為猶太人。布洛迪的母親出生於匈牙利布達佩斯，擁有天主教徒的匈牙利貴族父親及猶太人的母親。在孩提時期，布洛迪曾經在兒童的生日宴會上表演魔術秀，並稱自己為「驚人的布洛迪」。他後來進入紐約的拉瓜地亞藝術高中，布洛迪的雙親是為了讓他遠離那些不良的朋友而促使他在這所表演學校學習。布羅迪從1991年至1993年在紐約市的皇后學院主修表演藝術，但未畢業就返回演藝界工作。在1992年，布洛迪在一場機車意外中嚴重受傷，後來花費數個月才完全復原。因為布洛迪是位喜歡冒險的人，所以他曾經在表演特技時摔斷過鼻子3次，而在拍攝電影《酷暑殺手》，布洛迪的鼻子又傷了一次。

### 演員生涯

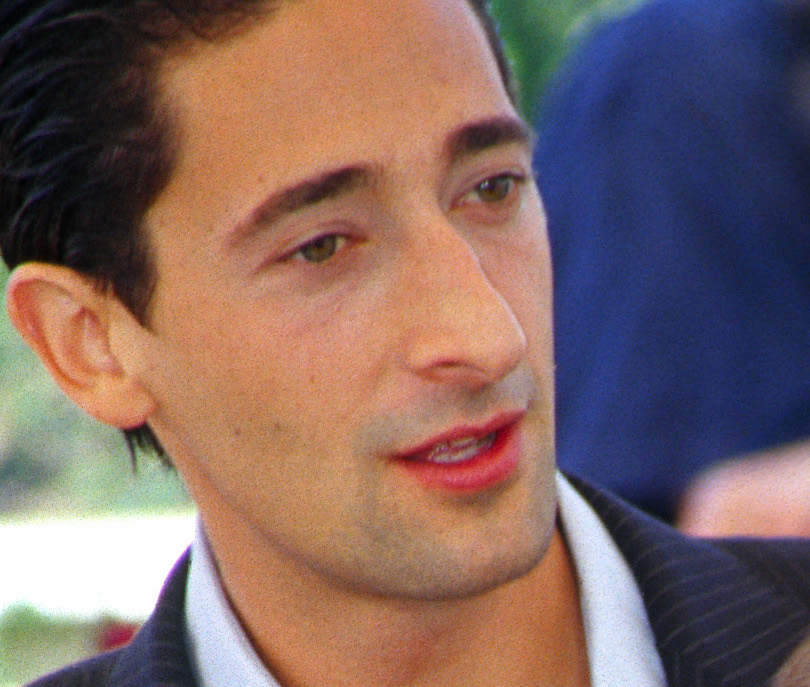
2002年，在坎城影展的安德林·布洛迪。

布洛迪年幼時進入表演學校就讀，在13歲時於外百老匯戲劇與公共電視網電視電影中演出。他停留在明星的邊緣，並以1998年《餐廳》（Restaurant）入圍獨立精神獎，後來在史派克·李《酷暑殺手S.O.S》（Summer of Sam）及泰倫斯·馬力克的《紅色警戒》中的演出得到讚譽。
他在羅曼·波蘭斯基的《戰地琴人》中扮演波蘭鋼琴家瓦迪斯瓦夫·斯皮爾曼率先得到廣泛的認可。為了準備扮演這個角色，布洛迪花幾個月去學習如何去扮演鋼琴家，並且瘦了13公斤。這次演出讓他獲得奧斯卡最佳男主角獎，也是歷史上最年輕的奧斯卡獲獎男演員。布洛迪也因此贏得法國的凱薩獎，成為當時唯一一位贏得凱薩獎的美國演員。在布洛迪的演員生涯中，因為他的獨特表情及方法演技而被與艾爾·帕西諾相提並論。
布洛迪於2003年5月10日出現在《週末夜現場》（Saturday Night Live），這是他首度在電視上演出。不過布洛迪後來因為戴著假的黑人頭來訪問來賓牙買加雷鬼歌手尚恩·保罗而被這個節目封殺（因為這個節目的製作人隆恩·麥科斯（Lorne Michaels）是相當討厭即興演出）。布洛迪也在NBC的《今日秀》與MTV的《明星大整蛊》中出現。
在戰地琴人獲得成功之後，布洛迪演出3部類型相當不同的電影。在《陰森林》中布洛迪扮演一位年輕的智能障礙者，《顫慄時空》（The Jacket）中他則飾演波灣戰爭的士兵，並且主演了知名紐西蘭導演彼得·傑克森執導的《金剛》重拍版。布洛迪也在《銀色殺機》中扮演一位偵探，並在Diet Coke的廣告中出現。
布洛迪於2006年1月5日證實了他對於《蝙蝠俠：黑暗騎士》相當有興趣且非常有意願去扮演小丑的意測，然而最後克里斯托弗·諾蘭與華納兄弟影業決定讓希斯·萊傑來飾演這個角色。他也考慮在傑弗瑞·亞柏拉罕執導的《星空奇遇記》中飾演斯波克，不過這個角色最终由沙查·昆图來演出。2008年布洛迪在莱恩·约翰逊執導的《騙行無阻》中演出。
2012年，布羅迪參演中國導演馮小剛拍攝的历史電影《一九四二》，飾演美國記者白修德。
2015年，布羅迪演出电影《天将雄师》，飾演罗马大王子「提比斯」。
2024年，布羅迪主演布拉迪·科貝特執導的《粗獷派建築師》，取代喬爾·埃哲頓擔任主角，並加入了由菲麗希緹·瓊斯、蓋·皮爾斯、喬·阿爾文、喬納森·海德、艾瑪·萊爾德和彼得·波利卡普組成的演員陣容。布羅迪在片中飾演匈牙利猶太大屠殺倖存者拉斯洛·托特（László Tóth）。布羅迪表演廣受好評，評論家稱讚他的細膩演技，稱這是布羅迪《戰地琴人》以來最精彩的表演之一。他憑藉出色的表演贏得了奧斯卡獎、金球獎和評論家選擇獎。
布羅迪主演了舞台劇《13歲的恐懼》，該劇由林賽·費倫蒂諾（Lindsey Ferrentino）創作，2024年10月至11月在倫敦唐瑪倉庫劇院上演。本劇改編自賓州死囚尼克·亞里斯（Nick Yarris）的真實故事。

### 私生活
布洛迪曾與香港模特兒Lisa S.交往三年，後與西班牙女演員埃尔莎·帕塔奇交往，並在2009年和她分手。

## 作品列表

### 電影
| 年份 | 標題                                       | 角色                                             | 附註                       |
| ---- | ------------------------------------------ | ------------------------------------------------ | -------------------------- |
| 1989 | 《紐約故事》                               | Mel                                              |                            |
| 1991 | 《青蔥歲月》                               | Eddie                                            |                            |
| 1993 | 《山丘之王》                               | Lester Silverstone                               |                            |
| 1994 | 《棒球天使》                               | Danny Hemmerling                                 |                            |
| 1995 | 《破釜沉舟》                               | Ray Diglovanni                                   |                            |
| 1996 | 《黑街殺手》                               | Ruby Stein                                       |                            |
| 1996 | 《機器戰士》                               | Dr. Bill Stewart                                 |                            |
| 1997 | 《意氣風發》                               | Ben                                              |                            |
| 1997 | 《婚姻的责任》（The Undertaker's Wedding） | Mario Bellini                                    |                            |
| 1997 | 《在各方面》                               | Arnie Finklestein                                |                            |
| 1998 | 《餐館》                                   | Chris Calloway                                   |                            |
| 1998 | 《紅色警戒》                               | Cpl. Geoffrey Fife                               |                            |
| 1999 | 《酷暑殺手》                               | Richie Tringale                                  |                            |
| 1999 | 《極速殺陣》                               | Harry Houdini                                    |                            |
| 1999 | 《飛揚的年代》                             | Van Kurtzman                                     |                            |
| 2000 | 《麵包和玫瑰》                             | Sam Shapiro                                      |                            |
| 2000 | 《危機密布》                               | Kyle Morris                                      |                            |
| 2001 | 《仙人跳》                                 | Jack Grace                                       |                            |
| 2001 | 《亂世美人》                               | Count Nicolas De La Motte                        |                            |
| 2002 | 《新郎百分百》                             | Steven Schoichet                                 |                            |
| 2002 | 《戰地琴人》                               | 瓦迪斯瓦夫·斯皮爾曼                              |                            |
| 2003 | 《歌舞神探》                               | First Hood                                       |                            |
| 2004 | 《陰森林》                                 | Noah Percy                                       |                            |
| 2005 | 《顫慄時空》                               | Jack Starks                                      |                            |
| 2005 | 《金剛》                                   | 傑克·卓斯科                                      |                            |
| 2006 | 《銀色殺機》                               | 路易斯·西莫（Louis Simo）                        | 兼額外攝影                 |
| 2007 | The Tehuacan Project                       | 旁白                                             | 紀錄片                     |
| 2007 | 《大吉嶺有限公司》                         | Peter Whitman                                    |                            |
| 2008 | 《馬諾萊特》                               | 曼努埃爾·「馬諾萊特」·勞雷亞諾·羅德里格斯·桑切斯 |                            |
| 2008 | 《騙行無阻》                               | Bloom                                            |                            |
| 2008 | 《藍調傳奇》                               | 萊納德·切斯                                      |                            |
| 2009 | 《黃色殺手》                               | Inspector Enzo Lavia                             | 兼監製                     |
| 2009 | 《》                                       | Clive Nicoli                                     |                            |
| 2009 | 《》                                       | Rickity                                          | 配音                       |
| 2010 | 《迷幻高中》                               | Edward "Psycho Ed" Highbaugh                     |                            |
| 2010 | 《》                                       | 洛易斯（Royce）                                  |                            |
| 2010 | 《叛獄風雲》                               | Travis Cacksmackberg                             |                            |
| 2010 | 《殘骸生機》                               | 男子                                             | 兼執行製片人               |
| 2011 | 《》                                       | 亨利·巴特（Henry Barthes）                       | 兼執行製片人               |
| 2011 | 《午夜·巴黎》                              | 萨尔瓦多·达利                                    |                            |
| 2012 | 《一九四二》                               | 白修德                                           |                            |
| 2013 | 《不良喜劇》                               | Flirty Harry                                     | 兼額外對白                 |
| 2013 | 《情慾三重奏》                             | Scott Lowry                                      |                            |
| 2014 | 《》                                       | 德米特里（Dmitri Desgoffe und Taxis）            |                            |
| 2014 | 《偷天大劫案》                             | Frankie Kelly                                    | 兼執行製片人               |
| 2015 | 《天将雄师》                               | 提比斯（Tiberius）                               |                            |
| 2015 | 《石穀倉城堡》（Stone Barn Castle）        | 不適用                                           | 紀錄片；導演、監製和作曲家 |
| 2015 | 《回溯》                                   | Peter Bower                                      |                            |
| 2015 | 《設城的九月》                             | Isaac Amin                                       | 兼執行製片人               |
| 2016 | 《曼哈頓夜曲》                             | Porter Wren                                      | 兼監製                     |
| 2017 | 《子彈頭》                                 | Stacy                                            |                            |
| 2018 | 《大轟炸》                                 | 史蒂夫（Steve）                                  |                            |
| 2021 | 《全面掃蕩》                               | Clean                                            |                            |
| 2021 | 《》                                       | 朱利安·卡達齊歐（Julien Cadazio）                |                            |
| 2022 | 《看你往哪跑》                             | Leo Köpernick                                    |                            |
| 2022 | 《金髮夢露》                               | 亞瑟·米勒                                        |                            |
| 2023 | 《崇陽俱樂部》                             | Dan                                              |                            |
| 2023 | 《真愛搞失蹤》                             | Leveque                                          |                            |
| 2023 | 《大愚樂家》                               | Chad Luxt                                        |                            |
| 2023 | 《小行星城》                               | Schubert Green                                   |                            |
| 2024 | 《粗獷派建築師》                           | László Tóth                                      |                            |

### 電視
| 年份 | 標題                         | 角色                  | 附註                                           |
| ---- | ---------------------------- | --------------------- | ---------------------------------------------- |
| 1988 | Home at Last                 | Billy                 | 電視電影                                       |
| 1988 | 《安妮·麥奎爾》              | Lenny McGuire         | 單集：〈Annie and the Brooklyn Bridge〉        |
| 1994 | 《反叛公路》                 | Skinny                | 單集：〈越獄者〉                               |
| 1996 | Bullet Hearts                | Chuckie Bragg         | 試播集                                         |
| 1999 | 《分屏》                     | Harry                 | 單集：〈Waiting for Star Wars〉                |
| 2003 | 《週六夜現場》               | 他自己（主持人）      | 單集：〈Adrien Brody/Sean Paul, Wayne Wonder〉 |
| 2014 | 《脫逃大師胡迪尼》           | 哈利·胡迪尼           | 2集                                            |
| 2015 | 《突破世纪》                 | 旁白                  | 單集：〈Decoding the Brain〉                   |
| 2016 | 《戴斯歸來》                 | 他自己                | 單集：〈Ego〉                                  |
| 2017 | 《浴血黑帮》                 | Luca Changretta       | 6集                                            |
| 2021 | 《耶路撒冷地》               | Captain Charles Boone | 10集                                           |
| 2021 | 《继承之战》                 | Josh Aaronson         | 2集                                            |
| 2022 | 《勝利時刻：湖人王朝的崛起》 | 帕特·莱利             | 8集                                            |
| 2023 | 《撲克臉》                   | Sterling Frost Jr.    | 2集                                            |

### 電子遊戲
| 年份 | 標題     | 配音角色    | 附註 |
| ---- | -------- | ----------- | ---- |
| 2005 | 《金剛》 | 傑克·卓斯科 |      |

### MV
| 年份 | 標題         | 藝人        | 角色         | 附註 |
| ---- | ------------ | ----------- | ------------ | ---- |
| 2005 | 〈近似童話〉 | 多莉·艾莫絲 | Tori's lover |      |

## 獎項
- 獲得第75屆奧斯卡金像獎最佳男主角：《戰地琴人》
- 獲得第28屆凱薩獎最佳男主角：《戰地琴人》
- 獲得國家影評人協會獎最佳男主角：《戰地琴人》
- 獲得波士頓影評人協會最佳男主角：《戰地琴人》
- 獲得第37屆芝加哥影評人協會獎最佳男主角：《粗獷派建築師》
- 獲得第82屆金球獎劇情類電影最佳男主角《粗獷派建築師》
- 獲得第78屆英國電影學院獎最佳男主角《粗獷派建築師》
- 獲得第97屆奧斯卡金像獎最佳男主角《粗獷派建築師》
- 入圍第60屆金球獎劇情類電影最佳男主角：《戰地琴人》
- 入圍第56屆英國電影學院獎最佳男主角：《戰地琴人》
- 入圍第9屆美國演員工會獎最佳男主角《戰地琴人》
- 入圍第15屆芝加哥影評人協會獎最佳男主角：《戰地琴人》
- 入圍波蘭電影獎最佳男主角：《戰地琴人》
- 入圍獨立精神獎最佳男主角：《餐廳》
- 入圍美國演員工會獎最佳整體演出獎：《布達佩斯大飯店》
- 入圍黃金時段艾美獎迷你影集或電視電影最佳男主角獎：《胡迪尼》
- 入圍第31屆美國演員工會獎最佳男主角《粗獷派建築師》

## 外部連結
- 阿德里安·布罗迪的新浪微博
- 阿德里安·布罗迪在互联网电影资料库（IMDb）上的資料（英文）
- Adrien Brody Fan Site
- Adrien Brody's iTunes Celebrity Playlist[永久]
- Vilmos Plachy, Adrian Brody's grandfather 1940 in Budapest （页面存档备份，存于）
- Adrien Brody Filmography （页面存档备份，存于）